# Werner Gerdes
Werner Gerdes (* 16. Juni 1910; † unbekannt) war während des sogenannten Dritten Reichs Chorleiter in Braunschweig und Autor von Abhandlungen zur Musik.

## Leben und Wirken
Gerdes veröffentlichte in den 1940er Jahren in der Zeitschrift Die Musik und deren Nachfolgeorgan Musik im Kriege Aufsätze, in denen er sich aus dezidiert nationalsozialistischer Sicht zu musiktheoretischen Fragen und Fragen der Wirkung von Musik äußerte. In dem von Celia Applegate und Pamela M. Potter herausgegebenem Band Music and German National Identity bezeichnet Gesa Kodes Gerdes als „a leading demagogue“. Diese Einschätzung dürfte seine Bedeutung aber überbewerten.
Hans-Jörg Koch referiert einen Aufsatz Gerdes’ zur Unterhaltungsmusik: „Im Sinne einer ‚völkisch-biologischen Betrachtungsweise‘ sollte sie daher frei sein von der ‚Verflachung zur Seichtheit und Schlüpfrigkeit‘. Deshalb, so der Verfasser, sei der ‚Jazz ein Bazillus‘. Jazz regt nicht an, sondern auf! Zu den «musikalischen Eintagsfliegen» zählte er ebenso die Schlagermelodie, die «vom ersten Tage an den Todeskeim in sich» trage. … ‚Der deutsche und germanische Menschentyp ist aber nun mal ein Leistungstyp allerersten Ranges, er ist sogar der Leistungstyp schlechthin. Ihm ist es am allerwenigsten gegeben, sich auf lange Stunden dem ›dolce far niente‹ hinzugeben.‘ … Lediglich ‚die besonderen Umstände des kriegerischen Ringens‘ rechtfertigten den gegenwärtigen Zustand der Unterhaltungsmusik …“
Nach dem Ende des Zweiten Weltkriegs wurde er Musiklehrer am Wilhelm-Gymnasium in Braunschweig. In dem 1963 erschienenen Buch Musik im Dritten Reich druckte Joseph Wulf einen gekürzten Auszug aus einem Artikel Gerdes’ von 1942 aus der Zeitschrift Die Musik ab. Damit erfuhr die Öffentlichkeit, dass Gerdes während der Zeit des Nationalsozialismus dessen Ideologie publizistisch vertreten hatte. Konsequenzen für seine Tätigkeit als Gymnasiallehrer scheint dies nicht gehabt zu haben.

## Veröffentlichungen
- Musikpflege als soziale Aufgabe. In: Die Musik, 34. Jg., 1. Hj, 1941–1942, S. 15.[5]
- Musik als Ausdruck der Zeit. In: Die Musik, 34. Jg., 2. Hj, 1942, S. 220.
- Biologische Voraussetzungen einer völkischen Musikpflege. In: Die Musik, 34. Jg., 2. Hj, 1942, S. 351.[6]
- Aufgaben und Wesenszüge deutscher Unterhaltungsmusik. In: Musik im Kriege, Oktober/November 1943, S. 127.[7]